# 塞勒姆 (密西西比州)
塞勒姆（英語：Salem）是位於美國密西西比州本頓縣的鬼鎮。

## 歷史
塞勒姆的郵局於1837年設立，其後於1909年停運。塞勒姆曾有十二家商店、兩間酒店和一所女校。

## 地理
塞勒姆所處的海拔為高於海平面165米（即541英呎），而該地所採用的時區為UTC-6，即北美中部時區（CST）。同時該地設有夏令時間，為UTC-6調快一小時，即UTC-5（CDT）。